# لور سانت-ريموند
لور سانت-ريموند (بالفرنسية: Laure Saint-Raymond)‏‏ (وُلدت في 4 أغسطس 1975 في باريس ) رياضياتية، وأستاذة جامعية فرنسية. حاصلةُ على جائزة روث ليتل ساتر في الرياضيات عام 2009، تقديرًا لعملها الأساسي على حد تحريكية الموائع ضمن معادلة بولتزمان في النظرية الحركية للغازات.

## الجوائز
- جائزة روث ليتل ساتر في الرياضيات
- ميدالية بيوس الحادي عشر
- جائزة فيرما
- وسام جوقة الشرف من رتبة فارس